# 安伟 (政治人物)
安伟（1966年5月—），男，河南镇平人，中华人民共和国政治人物。硕士研究生学历。曾任三门峡市市长、周口市委书记，现任中共河南省委常委、郑州市委书记，是中国共产党第二十届中央委员会候补委员。

## 生平
1988年5月加入中国共产党。1988年7月毕业于河南大学政治系。1991年取得兰州大学马克思主义科学系世界近现代史专业研究生学位。
1991年6月参加工作，历任中共河南省委政策研究室干事、财贸处副主任干事、财贸处、综合处主任干事、综合处助理调研员、综合处副处长、综合处处长、研究室副主任。
2009年6月，任中共河南省委副秘书长。
2013年4月，任中共河南省委农村工作办公室常务副主任（正厅级）。
2015年4月，任中共新乡市委副书记。
2015年11月，任中共三门峡市委副书记，市长候选人。2016年3月24日，就任市长。2018年2月24日，当选为第十三届全国人大代表。
2021年7月，任中共周口市委书记。同年10月29日，当选为第十一届中共河南省委常委。
2022年1月，出任郑州市委书记。